# خانه یوسف سبحانی
خانه یوسف سبحانی مربوط به دوره معاصر است و در شهرستان فومن، شهرک تاریخی ماسوله واقع شده و این اثر در تاریخ ۲۵ اسفند ۱۳۸۰ با شمارهٔ ثبت ۵۲۰۷ به‌عنوان یکی از آثار ملی ایران به ثبت رسیده‌است.